# Stictomischus longiventris
Stictomischus longiventris är en stekelart som beskrevs av Thomson 1876. Stictomischus longiventris ingår i släktet Stictomischus och familjen puppglanssteklar.
Artens utbredningsområde är:
- Österrike.
- Tyskland.
- Sverige.

Arten är reproducerande i Sverige. Inga underarter finns listade i Catalogue of Life.